# 邦德大學
邦德大學（英語：Bond University，BU）又譯龐德大學，是澳大利亞第一所私立大學；設立於澳大利亞昆士蘭州黃金海岸市的羅賓娜區。邦德與其他大學所不同的是一年分為三個學期，每年於1月、5月和9月開學。其餘大學多是一年分兩個學期，於2月底和7月初開學。
邦德大學在2008年的富比世雜誌中，被列為全球學費最高昂的大學之一，同時也是澳大利亞最昂貴的大學。對此邦德的校長（University Vice-Chancellor）Robert Stable認為，邦德的學年是將一年分為3個正式的學期（trimester），在學費比較上，會造成一種不準確的結果。目前邦德大學有將近一半學子為國際學生。
邦德大學是一所充滿生氣和創新精神的學府，以其優質的教學質量被譽為“南半球的哈佛”。它的各種科目都獲得了不凡的國際聲譽，包括在國際上成功的工商管理課程（MBA），極具實用性的商科課程（會計、市場營銷等），創新的信息技術課程（IT），開創澳大利亞培養學生實戰技能和理論結合的法律課程以及就業率高的實用教育學課程（Educational Practice）等等
2008年8月7日邦德大學在雪梨設立了一所「邦德大學學士後中心」（Bond University Postgraduate Centre），教授課程是企業管理碩士等學位，學生多為企業出資予旗下員工來進修的在職專業人士。

## 沿革
邦德大學於1987年創校；創辦人為澳洲企業家亞倫·邦德及日本企業家高橋治則；經由昆士蘭州議會通過《邦德大學法案》（Bond University Act）使邦德得以設立為大學。邦德另於南非有一處教育機構，能提供學士或以上的學位課程；相關教務至2004年為止。

## 學校排名
《最佳大學指南》是澳大利亞唯一提供綜合等級和評分的指南，2021年的《最佳大學指南》授予邦德大學7個五星級，其中包括了“學生參與”、“學生資源” 、“技能發展”、“綜合滿意度排名”、“教學質量”、“學生支援”、“教師資格排名”、和“師生比例”。
教學質量 (五星級) 該評分表明邦德大學是當地教學質量最好的大學之一。
全面技能 (五星級) 該評分表明邦德大學是當地提供學生全面技能最好的大學之一。
滿意度 (五星級) 該評分表明邦德大學是當地畢業生滿意度最高的大學之一。
師生比例 (五星級) 邦德大學的師生比例為1:10，是目前所有澳洲大學中師生比例最低的。

## 學院

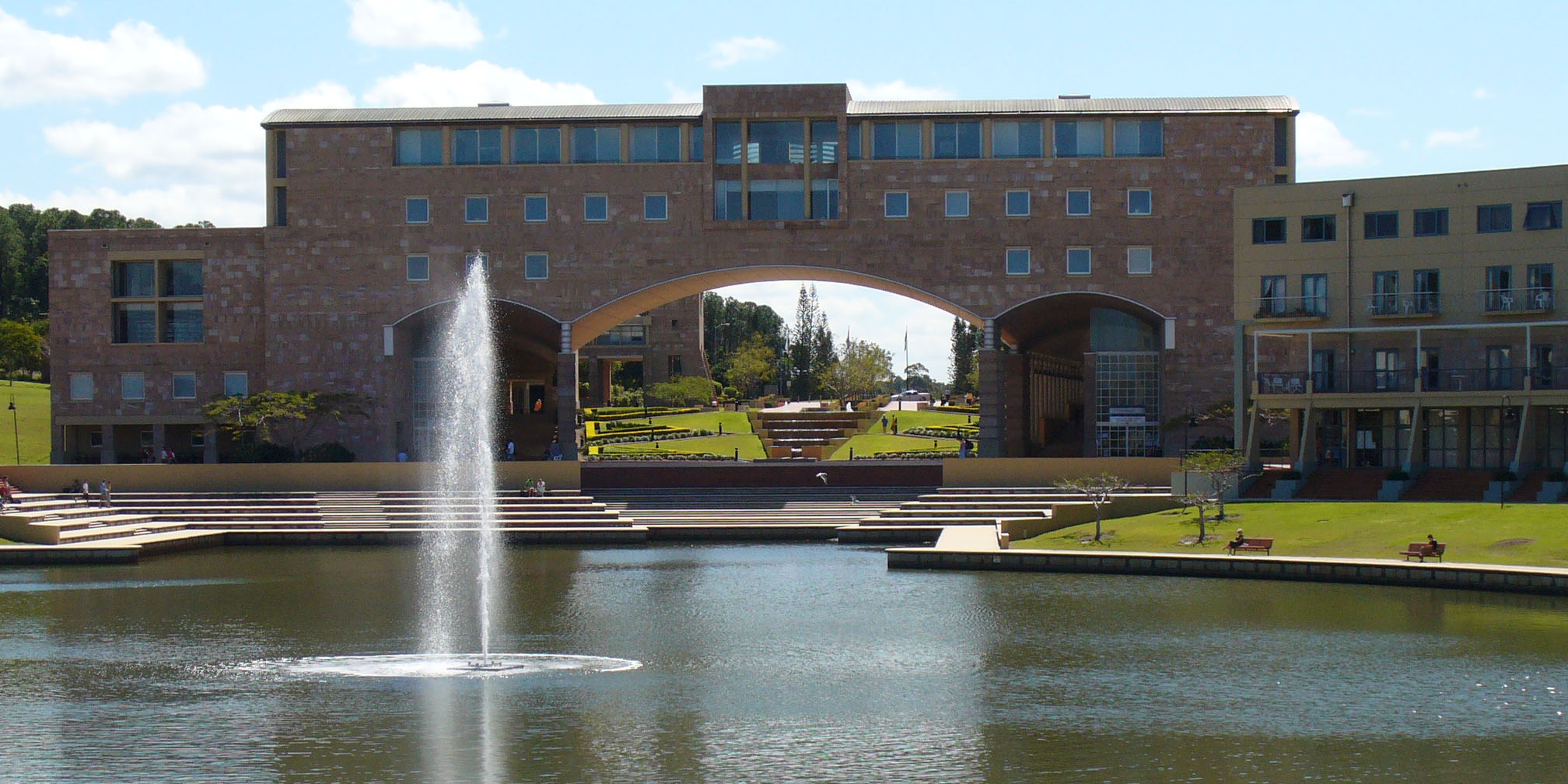
Bond University

邦德大學主要有4個教育機構，提供學士（包括Bachelor、Associate Degree）和學士後學位課程（包括 Graduate Certificate、Postgraduate Diploma、Masters by coursework、Masters by research、doctoral與PhD）：
- 商業、資訊與永續發展學院
  - 商學系
  - 資訊學系
  - 永續發展學系
  - 飯店、旅館暨觀光管理學系（學士和碩士學程於2009年為第一屆學生）

- 健康科學與醫藥學院

- 人文與社會學院
  - 人文學系
  - 社會學系
  - 傳播暨媒體學系

- 法學院

## 學術實力
2004年邦德大學繼續被GCCA（澳大利亞畢業生就業委員會）評定為畢業生滿意程度 (課程質量)排列全澳大利亞第一位。此外，邦德大學畢業生的就業率排列在全澳大利亞的第一位。

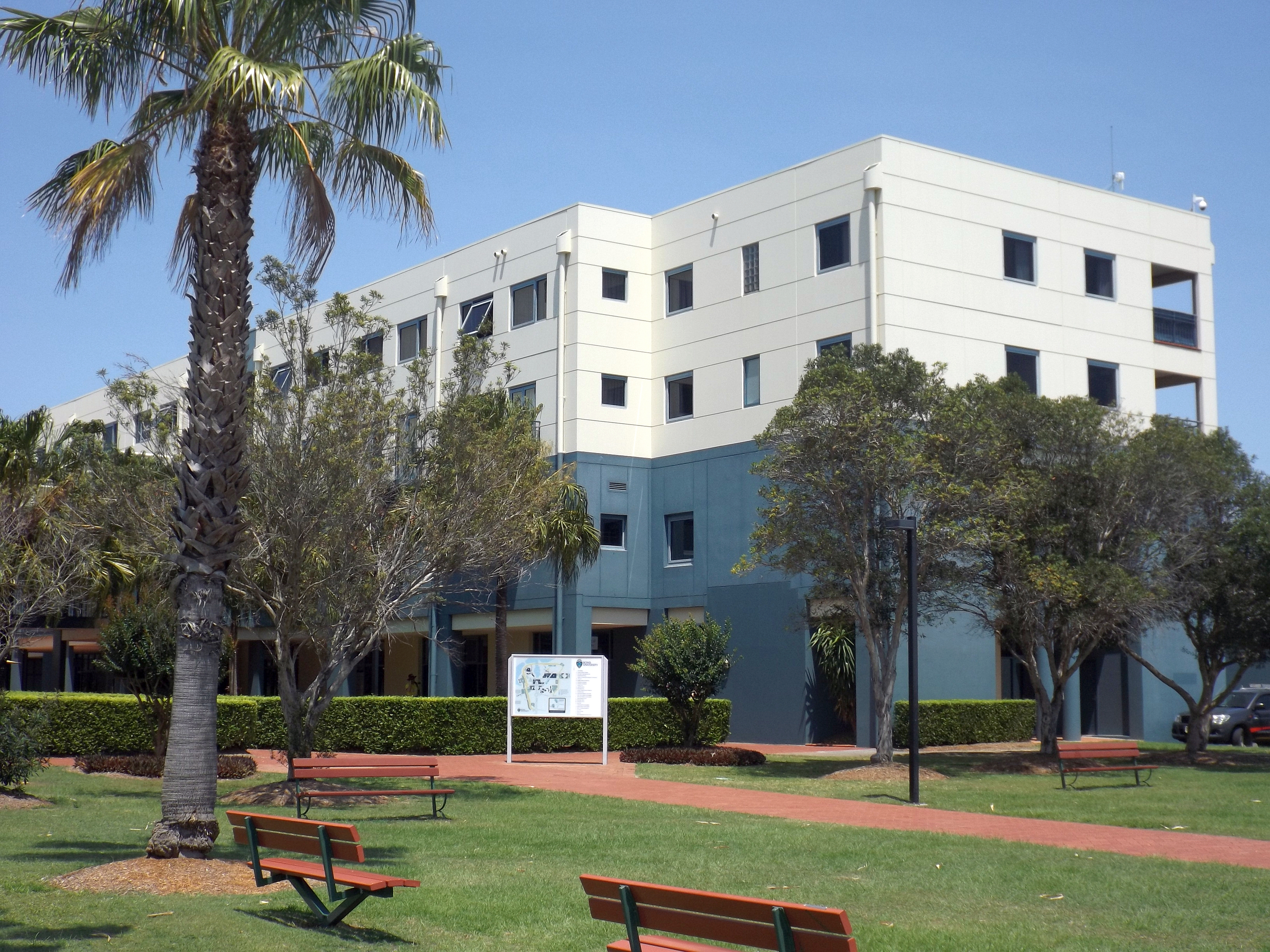
學生會

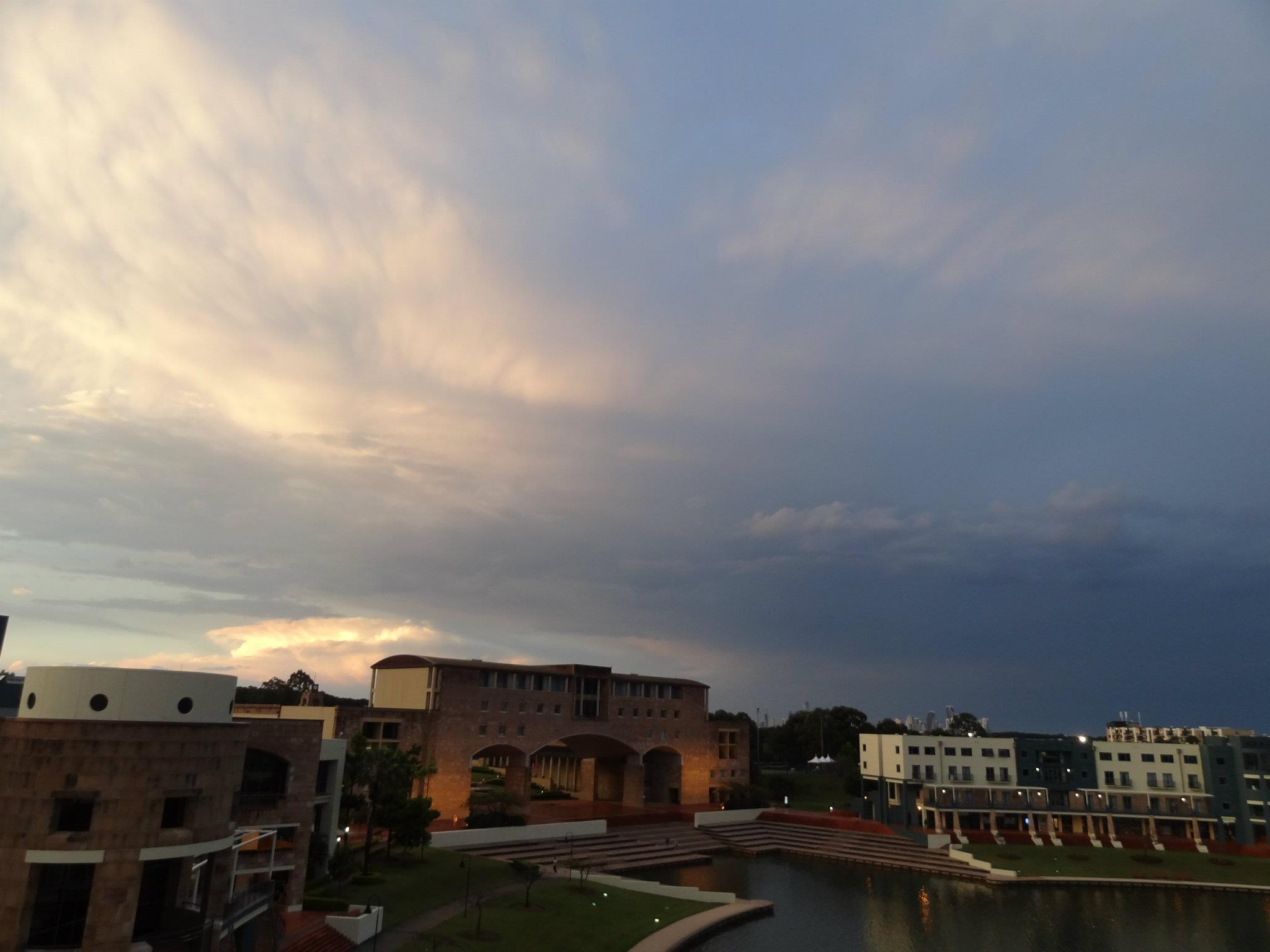
主樓群

邦德大學的高質素教學還反映在商業學院的工商管理碩士學生上。每年美國的University of Texas都會舉辦一個名為Moot Corp的MBA學生比賽，參加此項比賽的MBA學生有來自中國的複旦大學、英國的劍橋大學、倫敦經濟學院(LSE)、美國的哈佛大學，密西根大學、加拿大的卑斯省大學、香港的中文大學等等。邦德大學分別於1994、1996及2000年獲得冠軍。
此外，邦德大學更被澳大利亞當地的權威大學評級刊物 "GOOD UNIVERSITIES GUIDE TO UNIVERSITIES" 於多項評級中獲得五星級的榮譽。

商學院
邦德大學商學院在著名的MOOT Corp全球商學院競賽中獲三次冠軍、三次亞軍、四次特別獎，並且也是全球唯一一所超過兩次獲得冠軍的大學（此項賽事參賽的其他世界頂級大學包括哈佛大學、加利福尼亞大學、牛津大學、倫敦政治經濟學院、沃頓商學院等）。
邦德大學商學院的會計、市場學、MBA課程被澳大利亞畢業生指導委員會評為教學質量第一名。
邦德大學商學院MBA課程被澳大利亞畢業生管理協會評為“五星級”。

法學院
連續九年被澳大利亞聯邦政府教育部評為全澳法律課程教學質量第一名、學生綜合技能第一名和課程滿意度第一名。
廣泛的研究領域：公司法、商業法、國際貿易法、電子商務/信息技術法、知識產權法、爭端解決法。
全澳畢業生綜合滿意度調查，邦德大學榮獲第一名。
法學院畢業生供職於澳大利亞和英聯邦國家頂尖律師事務所，許多學生未畢業就已被預定。
2006年再獲國際著名的法學院學生大賽Philip C. Jessup International Law Moot Court Competition 澳大利亞區的冠軍。

## 著名學位課程

### 醫學
2006年5月，時任總理的約翰·霍華德（John Howard）蒞臨邦德大學以主持這所一共耗資澳幣2仟萬的「健康科學與醫學院」的開幕典禮；儘管於2005年5月，邦德醫學院的第一屆學生即已就學。醫學院內的設施有數個空間大小不一的大講堂、輔導教室、專科醫療教室和實驗室等。由於邦德大學的3學期制，使得邦德醫學院的學生得以在4年8個月後畢業，就進入實務醫護界服務而言，比一般醫學生的5或6年方完成學位課程較為早一些。邦德醫學院的一個學位，4年8個月的學費，共計需澳幣25萬4,912圓，就全澳洲的學士學位來比較，學費最高。2008年11月，邦德的一份內部報告引致一些人對於醫學院所安排的學位課程有所關心，另外有些學生對此則反映了負面的意見。

### 法律專業
附屬於法學院的「法學素養中心」設立了模擬法庭（moot court），內部並有電子應用設備、小型視訊會議室等以供法學生模擬出庭時使用。2007年，造價逾澳幣1,000萬的法學素養中心在澳大利亞法務部長菲利浦·路多克的主持下正式啟用 。學生可因法律實際演練而需要有模擬環境來熟悉辯論和調解的實境時，法學中心的設備即是協助學生完成學位重要的一步。

### 永續發展研究
永續發展學系是座落於校內的一所綠建築內，是所有澳大利亞大學第一所獲得6星級評比的教育設施。這棟綠建築於2008年8月11日，由副總理朱莉亞·吉拉德所主持開幕。

### 飯店、旅館暨觀光管理
該學系於2009年起即教授學士和碩士學位課程，並與國際飯店經營集團「萬豪國際」（Marriott International）結為產學合作對象，由此共同於黃金海岸地區合作成立飯店企業，所以系內學生除了可以獲得服務產業的知識之外，也可以於學習期間進入飯店，獲得服務專業的訓練與經驗。這對素來重視實務和專業的觀光管理界來說，是一項可以強化學習優勢與未來發展潛力的重點。

## 歷任校長
（Vice-Chancellors）
- Don Watts（英语：Don Watts） (1987年-1990年)
- Philip Lader（英语：Philip Lader） (1991年-1993年)
- Harry Messel（英语：Harry Messel） (1993年-1995年)
- Raoul Mortley(1996年-1997年)
- Ken Moores (1997年-2003年)
- Robert Stable（英语：Robert Stable） (2004年1月1日-至今)

## 歷任大學董事長
（Chancellors）
- Sydney Schubert（英语：Sydney Schubert） (1987年-1990年)
- Elizabeth Nosworthy (1990年-1992年)
- Harry Messel (1992年-1997年)
- 保罗·斯库里·巴瓦 (1998年-1999年)
- Imelda Roche（英语：Imelda Roche） (1999年-2003年)
- Trevor C. Rowe（英语：Trevor C. Rowe） (2003年-至今)

## 校內著名教授
- David Day（英语：David Day (historian)） - 歷史學者
- Mike Grenby（英语：Mike Grenby） - 資深記者
- Terry Gygar（英语：Terry Gygar） - 政治人物 [18]
- Jon Jenkins（英语：Jon Jenkins） - 新南威爾斯州議員（退休）[19]
- Ingo Petzke（英语：Ingo Petzke） - 德國籍導演、影劇學者、作家[20]
- Shirleene Robinson - 歷史學者
- Paul Wilson (criminologist) - 犯罪學家 [21]

## 傑出校友
- Chris Atkinson（英语：Chris Atkinson） - WRC 賽車手[22][23]
- David Baxby（英语：David Baxby） - 企業總裁，維京亞太區行政主管 [24]
- Lex Bell（英语：Lex Bell） - Member of the 昆士蘭立法議會 (2001-2004)
- 史蒂文·喬博 - 蒙克利夫聯邦眾議員
- 西蒙·考利 - 游泳選手[25]
- 拉拉·达文波特 - 游泳選手[26]
- 克里斯·菲德勒 - 游泳選手[27]
- Nicole Gazal - 2002年澳大利亞小姐[28]
- 格兰特·哈克特 - 游泳選手[29]
- - 鐵人三項選手和游泳選手[30]
- Karin Isdahl - CNBC 播報員[31]
- Brian Jean（英语：Brian Jean） - 加拿大國會議員[32]
- 丹尼尔·科瓦尔斯基 - 游泳選手[33]
- Karni Lidell - 帕運前游泳選手、澳大利亞游泳隊長 [34]
- Jason Little（英语：Jason Little (rugby player)） - 橄欖球選手
- 迈克尔·墨菲 - 奧運前跳水選手 [27]
- David Reilly - 電腦科學家
- 贾恩·鲁尼 - 游泳選手
- Seany B（英语：Seany B） - 音樂家; featured in the single "Flaunt It（英语：Flaunt It (song)）" [35]
- Maithreyi Seetharaman - 全球主義者雜誌記者[36]
- Vanessa Tresize - 澳大利亚天空新闻主播 [37]
- Andrew Utting（英语：Andrew Utting） - 奧運棒球選手[38]
- 安娜贝勒·威廉斯 - 帕運游泳選手[39]

## 外部連結
- 邦德大學官方網址 （页面存档备份，存于）
- 邦德大學學子入口網站

28°04′26.34″S 153°24′59.36″E / 28.0739833°S 153.4164889°E